# Transform (Rebecca St. James)
Transform è il sesto album in studio della cantante australiana Rebecca St. James, pubblicato nel 2000.

## Tracce
1. Intro – 0:52
2. For the Love of God – 4:37
3. Reborn – 3:59
4. Don't Worry – 3:37
5. Merciful – 5:00
6. One – 4:37
7. Universe – 5:00
8. Wait for Me – 4:40
9. In Me – 4:14
10. Lean On – 3:38
11. All Around Me – 3:41
12. Stand – 4:36
13. My Hope – 4:29